# Lonnig

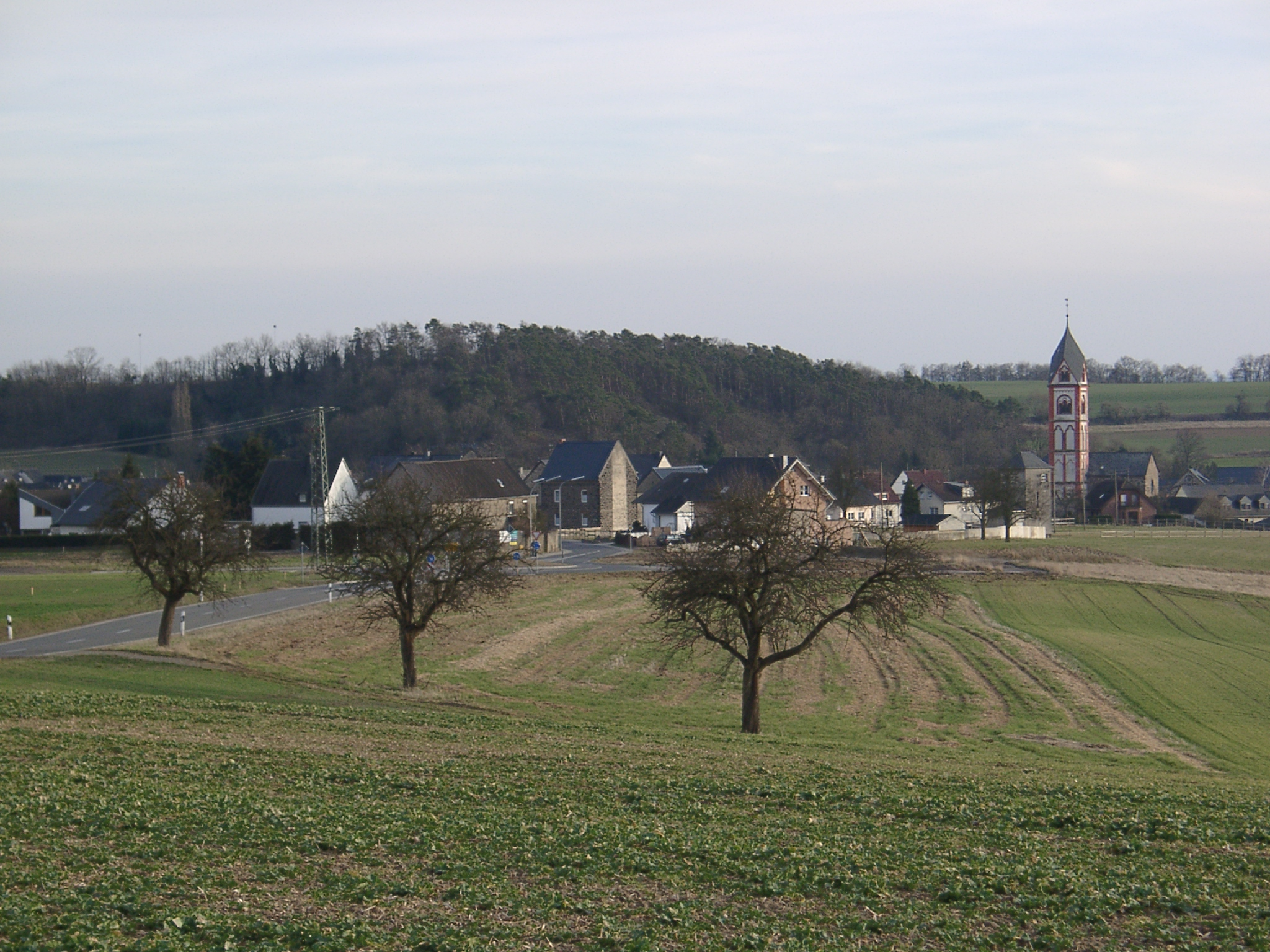
Ortsansicht Lonnig

Lonnig auf dem Maifeld ist eine Ortsgemeinde im Landkreis Mayen-Koblenz in Rheinland-Pfalz. Sie gehört der Verbandsgemeinde Maifeld an, die ihren Verwaltungssitz in der Stadt Polch hat.

## Geographie
Die Ortschaft liegt in unmittelbarer Nähe der A 48, Abfahrt Ochtendung auf dem sog. Karmelenbergrücken. Nachbarorte sind Kobern-Gondorf, Ochtendung und Rüber. Lonnig hat eine eigene Grundschule und einen Kindergarten.

## Geschichte
Wahrzeichen von Lonnig ist der Turm der katholischen Pfarrkirche St. Jakobus der Ältere im rheinischen Übergangsstil aus dem 13. Jahrhundert. Von Springiersbach aus wurde hier 1128 ein reguliertes Augustinerchorherrenstift gegründet, das aber 1326 nach Mayen (später St. Clemens) verlegt wurde. Reste der romanischen Stiftskirche (Turm und Chor) fanden in dem von Johann Claudius von Lassaulx errichteten Neubau im 19. Jahrhundert Verwendung.
Der Eremit und spätere Abt Liudolf beeinflusste Norbert von Xanten.

## Politik

### Gemeinderat
Der Gemeinderat in Lonnig besteht aus 16 Ratsmitgliedern, die bei der Kommunalwahl am 9. Juni 2024 in einer Mehrheitswahl gewählt wurden, und dem ehrenamtlichen Ortsbürgermeister als Vorsitzendem. Bis zur Wahl 2019 wurde in einer personalisierten Verhältniswahl gewählt, da mindestens zwei Wahlvorschlagslisten eingereicht wurden. Bei der Wahl 2024 gab es lediglich eine von der „Wählergruppe Lonnig Gemeinsam e. V.“ eingereichte Liste.
Die Sitzverteilung im Gemeinderat:
| Wahl | FWG a             | WGI b             | WGZ c             | Gesamt   |
| ---- | ----------------- | ----------------- | ----------------- | -------- |
| 2024 | per Mehrheitswahl | per Mehrheitswahl | per Mehrheitswahl | 16 Sitze |
| 2019 | 9                 | 7                 | –                 | 16 Sitze |
| 2014 | 9                 | 4                 | 3                 | 16 Sitze |

### Bürgermeister
Stefan Dörr wurde 2019 Ortsbürgermeister von Lonnig. Bei der Direktwahl am 26. Mai 2019 war er mit einem Stimmenanteil von 51,97 % gewählt worden. Bei der Direktwahl am 9. Juni 2024 wurde Dörr als einziger Bewerber mit 89,1 % für weitere fünf Jahre wiedergewählt.
Dörr ist Nachfolger von Peter Müller, der 2019 nicht erneut kandidiert hatte.

### Wappen
| Wappen von Lonnig | Blasonierung: „Gespalten durch eine eingeschweifte blaue Spitze, darin eine silberne Kirche, vorn in Silber ein grüner Dreiberg, darüber eine grüne Waage, hinten in Silber ein rotes Balkenkreuz.“ |
| Wappen von Lonnig | |

## Sehenswürdigkeiten

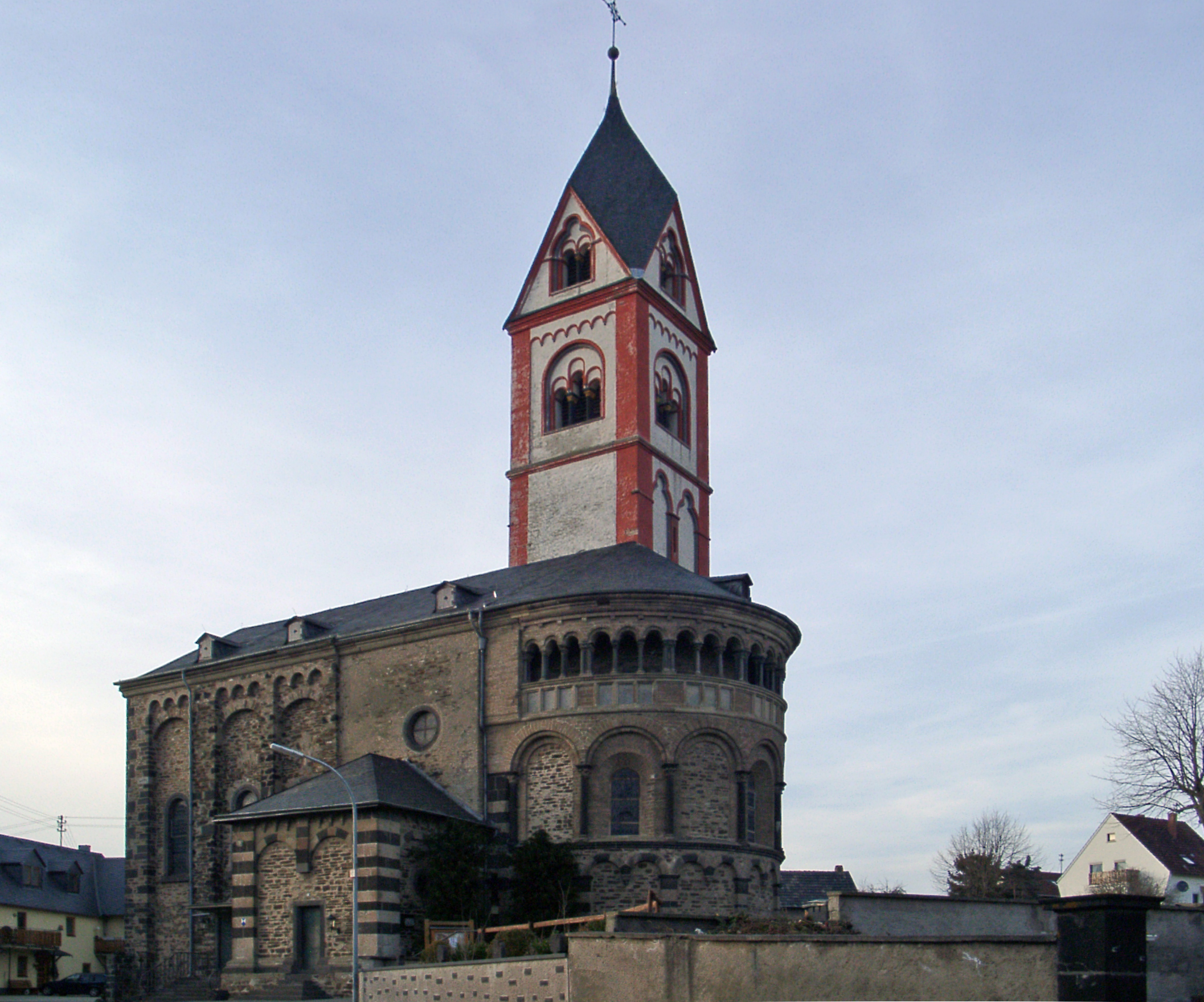
Kirche mit altem Chor
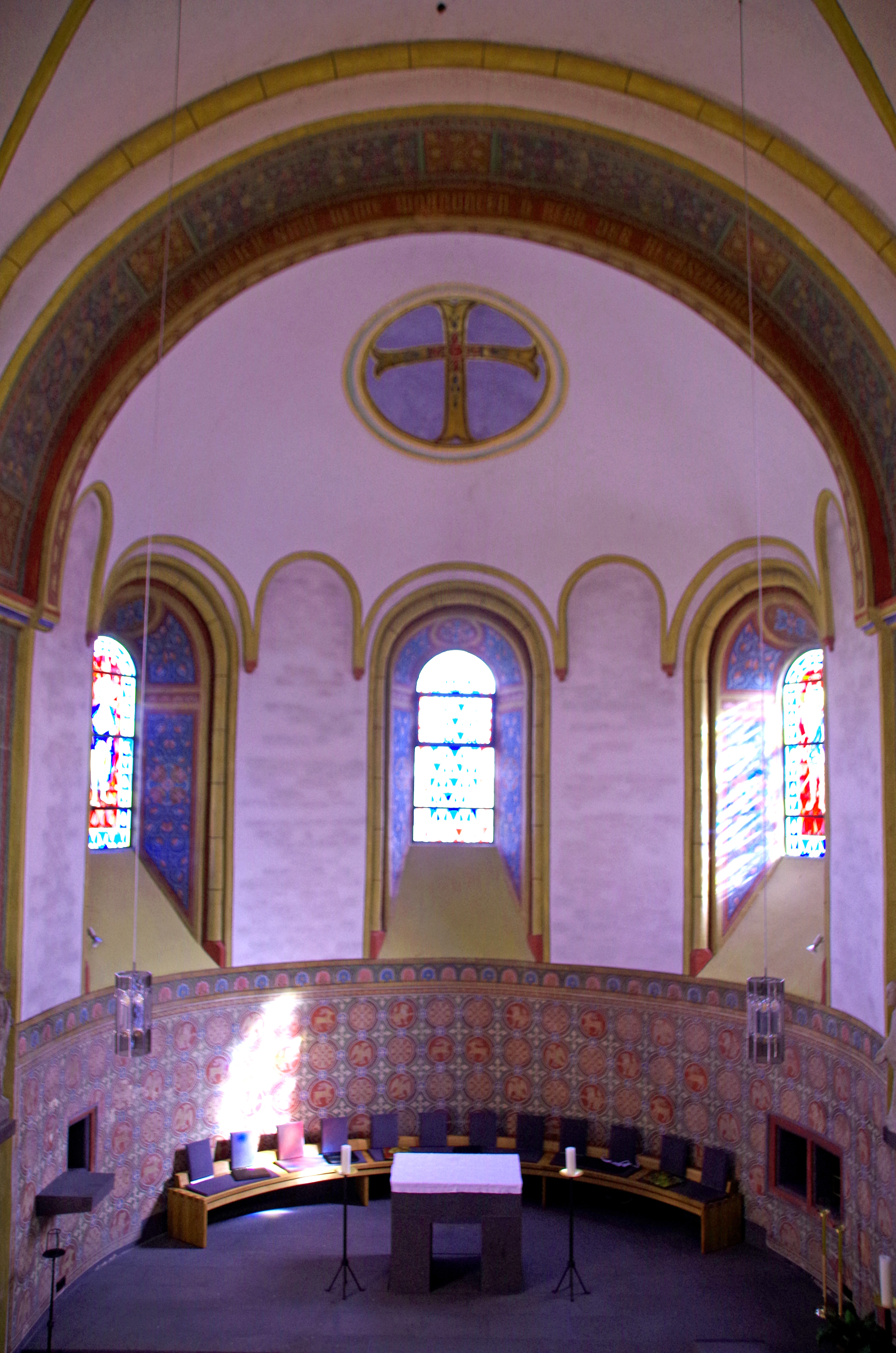
St. Jakobus, Apsis
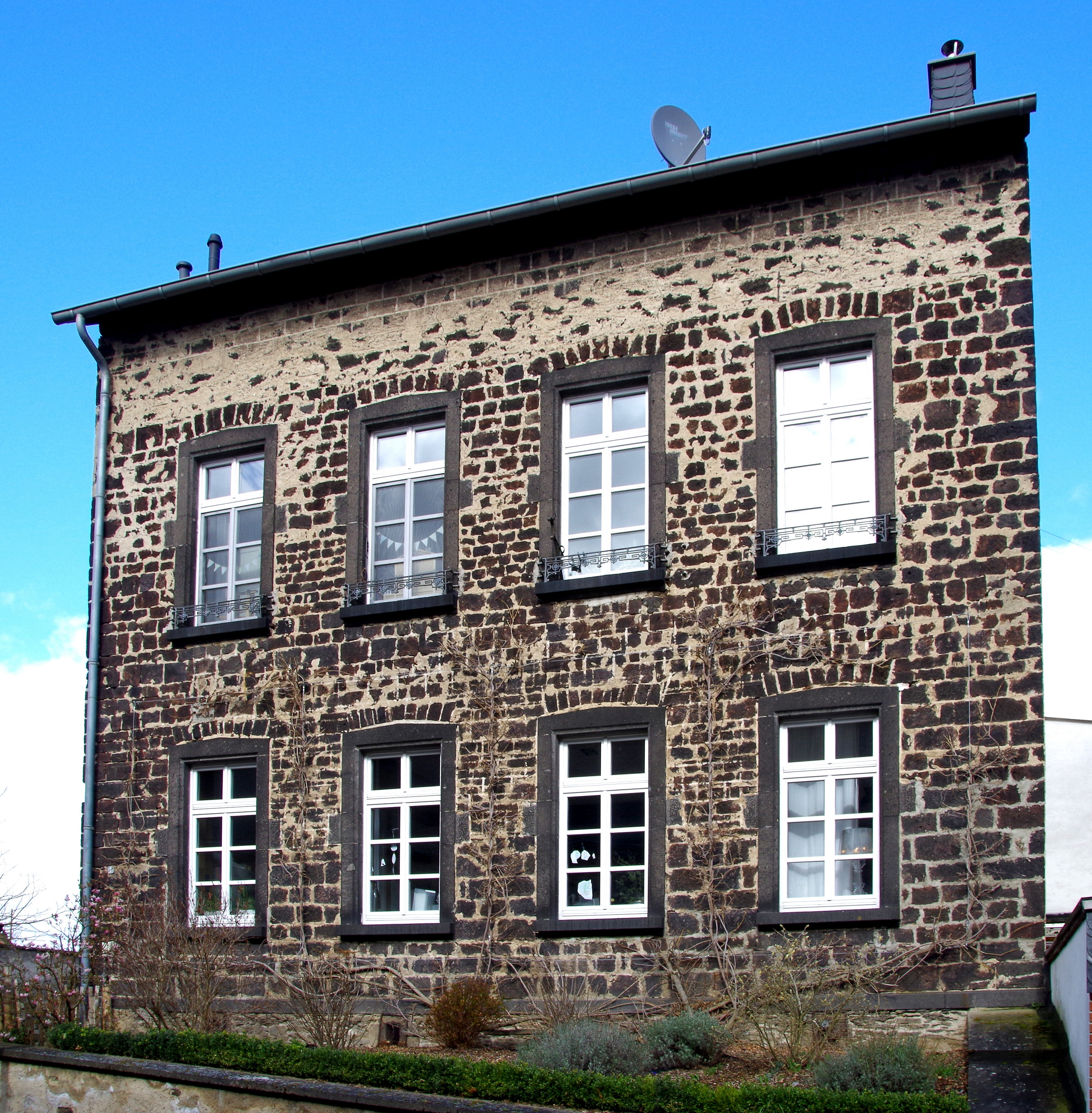
Alte Schule/Pfarrhaus